# Foedus
Foedus (foedus; мн.ч. foedera) е форма на междустранен договор в Римската република и до къснодревни времена важен инструмент на римската външна политика.
Един foedus се сключвал от pater patratus от жреческата колегия Фециали.
Съществували три вида foedus: foedus pacis (за споразумение за мир), foedus societatis (за образуване на съюз) и foedus amicitiae causa factum (на основа на междудържавно приятелство).
По време на империята foedus означава договор, който римляни слкючвали с неримляни.
Неримляни, които след сключването на един foedus, са заселени на римска територия и с това задължени да служат във войската, са наричали федерати (foederati).

## Някоиfoedusс варварски народи
- 295 г., вестготите са настанени в Тракия чрез foedus с римляните
- 332 г., вестготите, на Север от р. Дунав от Константин I Велики
- 358 г., салическите франки
- 374 г., алеманите и Валентиниан I
- 382 г., вестготите и Теодосий I за Мизия
- 418 г., вестготите са настанени като федерати в Аквитания
- 435 г., с вандалите на Гейзерик в Африка
- 442 г., отново с Гейзерик